# Capileira
Capileira est une commune de la province de Grenade dans la Communauté autonome d'Andalousie en Espagne.

## Géographie
C'est la seconde plus haute commune de la peninsule ibérique (après Trevelez). Situé à 1436 mètres, au pied du massif du Veleta de la Sierra Nevada dépendante de Grenade situé à 72 km en Andalousie. Le village est situé sur la partie haute de la vallée du Poqueira sur le versant méridional de la Sierra Nevada.

## Culture
L'Église Nuestra Senora de la Cabeza, patronne du village, fut reconstruite au XVIIe siècle.